# Stanisław Chrzczonowicz

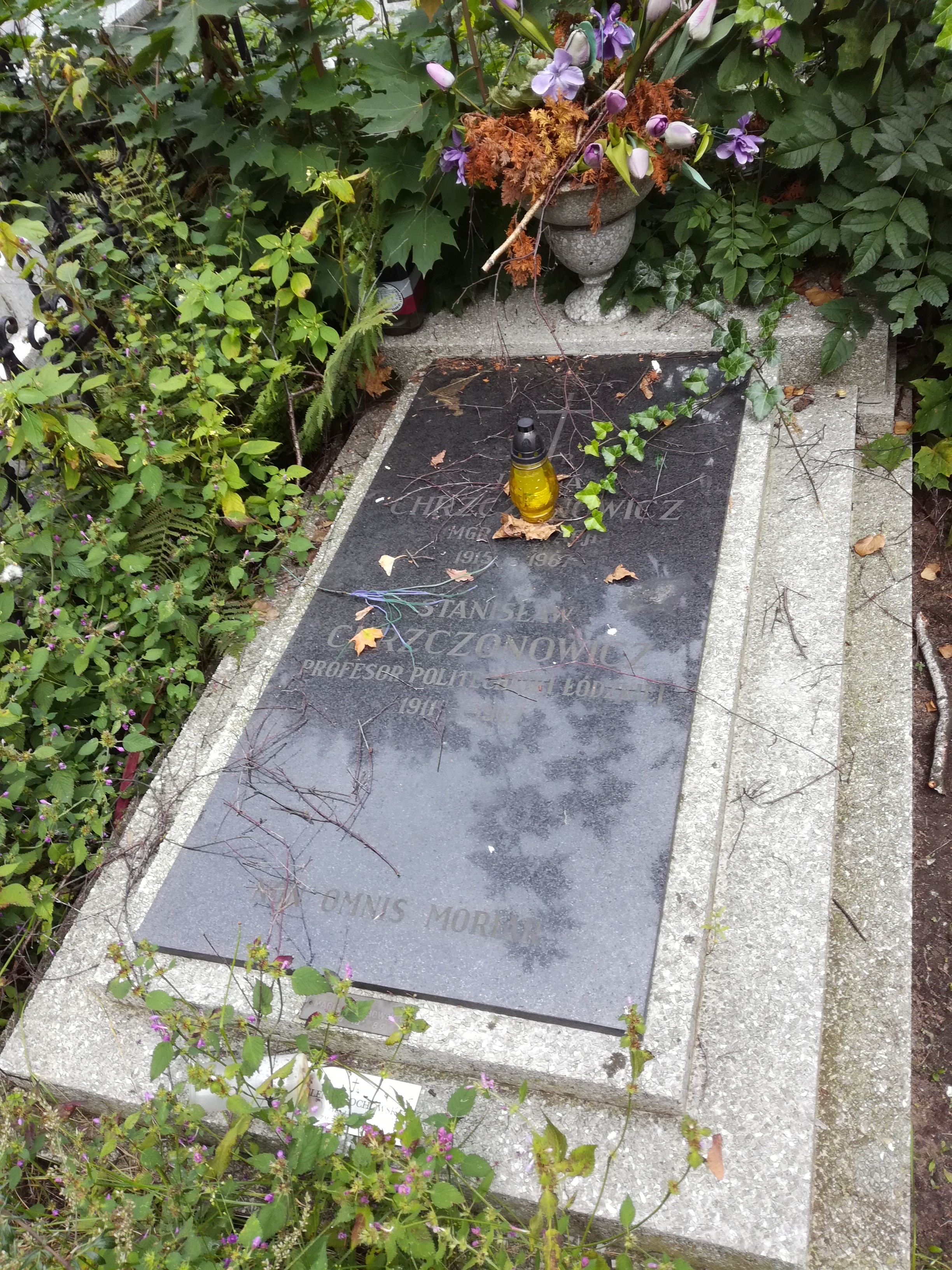
Grób Stanisława Chrzczonowicza na Starym Cmentarzu w Łodzi

Stanisław Chrzczonowicz (ur. 23 stycznia?/5 lutego 1911 w Dźwińsku, zm. 1967) – polski specjalista w dziedzinie chemii polimerów, profesor Politechniki Łódzkiej.

## Życiorys
Urodził się 23 stycznia/5 lutego 1911 w Dźwińsku jako syn Karola. Ukończył w 1935 roku studia chemiczne na Wydziale Matematyczno-Przyrodniczym Uniwersytetu Stefana Batorego w Wilnie. Podporucznik rezerwy Wojska Polskiego.
Był aktywnym współorganizatorem Politechniki Łódzkiej od chwili jej powstania w maju 1945 roku. Początkowo pracował w Katedrze Chemii Organicznej, przygotowując jednocześnie podstawy organizacyjne do powołania Katedry Technologii Organicznej. Dzięki jego pracom organizacyjnym w utworzonej w 1948 roku Katedrze szybko stworzone zostały warunki do prowadzenia zajęć dydaktycznych i prac badawczych. Był inicjatorem specjalności dydaktycznej i naukowej Katedry Chemii i Technologii Polimerów. Zainicjował w Katedrze badania w dziedzinie chemii poliamidów i silikonów, był odkrywcą metody polimeryzacji kaprolaktamu w rozpuszczalnikach wobec katalizatorów zasadowych i twórcą koncepcji mechanizmu tego procesu, uznanym w świecie specjalistą w dziedzinie chemii poliamidów.
W 1955 roku uzyskał stopień doktora nauk technicznych, w 1958 roku nominację na docenta, a w 1962 roku tytuł profesora nadzwyczajnego, obejmując stanowisko kierownika Katedry Technologii Organicznej i Zakładu Technologii Tworzyw Sztucznych. W 1958 roku został prodziekanem, a w 1960 roku dziekanem Wydziału Chemicznego Politechniki Łódzkiej, które to stanowisko zajmował aż do śmierci w 1967 roku.
Dzięki jego inicjatywie i staraniom w 1966 roku został utworzony Zakład Polimerów Ministerstwa Oświaty i Szkolnictwa Wyższego oraz PAN – placówka przeznaczona do prowadzenia badań podstawowych w dziedzinie chemii polimerów. Był autorem 50 publikacji, 6 patentów oraz monografii.
Był ojcem Barbary Chrzczonowicz, dziennikarki Telewizji Polskiej w Łodzi, która zaginęła w niewyjaśnionych okolicznościach w grudniu 1986 roku.
Zmarł w 1967 roku, pochowany na Starym Cmentarzu w Łodzi.

## Ordery i odznaczenia
- Krzyż Kawalerski Orderu Odrodzenia Polski[3]
- Medal 10-lecia Polski Ludowej (15 stycznia 1955)[5]
- Odznaka 1000-lecia Państwa Polskiego[3]
- Honorowa Odznaka Miasta Łodzi[3]

## Upamiętnienie
16 grudnia 1997 na ścianie frontowej budynku A 27 - Audytorium Chemicznego Politechniki Łódzkiej została umieszczona tablica upamiętniająca prof. Stanisława Chrzczonowicza.